# Tommaso Teruggia
Tommaso Teruggia (Varese, 4 dicembre 1983) è un hockeista su ghiaccio italiano, attaccante centrale delle Crazy Bees di Varese.

## Vita privata
Lavora presso Landscape di Davide Toniolo.